# Floresta Nacional de Paraopeba
A Floresta Nacional de Paraopeba (FLONA de Paraopeba) está localizada no município de Paraopeba, Minas Gerais, na região sudeste do Brasil. O bioma predominante é o Cerrado.
A FLONA de Paraopeba tem 59 talhões delimitados por aceiros, dos quais 45 estão cobertos de vegetação nativa dividida em diferentes fitofisionomias de Cerrado. Os demais talhões estão destinados à experimentação e outros usos. Entre as espécies encontradas, pode-se citar as Magonia pubescens, Miconia albicans, Xylopia aromatica, Qualea grandiflora, Astronium fraxinifolium, Protium heptaphyllum e Alibertia edulis.